# Queensway
Queensway (« Voie de la Reine », et historiquement Queen's Road) est une rue de Londres.

## Situation et accès
Cette rue cosmopolite et très animée du quartier Bayswater, Cité de Westminster, est située dans le centre-ouest de la capitale britannique.
On y trouve de nombreux restaurants (notamment chinois, arabes et méditerranéens), des pubs, des agences de location et des boutiques. À proximité de l'extrémité nord de la rue, le centre commercial Whiteleys est installé sur plusieurs étages à l'emplacement du premier grand magasin de Londres, ouvert par William Whiteley en 1867. Ce magasin s'est vu accorder le titre de Fournisseur Royal par la Reine Victoria en 1896. L'immeuble actuel date de 1911.
Les stations de métro Bayswater et Queensway (autrefois nommée : Queen's Road Station) se trouvent toutes les deux dans cette rue. On peut voir ici une importante toile de Walter Sickert représentant l'ancienne station Queens Road.
Ce site est desservi par les stations de métro Bayswater et Queensway.

## Origine du nom
Elle porte ce nom en l'honneur de la Reine Victoria qui est née dans le Palais de Kensington tout proche.

## Historique
Cette partie de Bayswater fut d'abord une banlieue résidentielle de Londres au début du dix-neuvième siècle. Cependant, la rue Bayswater située à son extrémité sud était déjà depuis longtemps une route de campagne et, sur les premières cartes, on peut même voir une route qui suit à peu près le tracé de l'actuelle Queensway et qui se dirige vers le nord en venant de la rue Bayswater, sous le nom de Black Lion Lane (Chemin du Lion Noir). Par la suite, elle fut rebaptisée « Queen's Road » (Rue de la Reine), mais ce nom manquant quelque peu d'originalité, le nom actuel de « Queensway » lui fut finalement substitué.